# Robosapien

Le Robosapien est un robot-jouet commercialisé par l'entreprise WowWee (en) et conçu par Mark Tilden. C'est un robot humanoïde préprogrammé, donc son utilisation ne nécessite pas de connaissances en robotique. Il peut être contrôlé par une télécommande infrarouge ou par un PC équipé d'un émetteur infrarouge. Ce robot est capable de marcher et de détecter des objets. Il fait partie de la grande famille des BEAMs.
En 2009, c'est un des robots les plus vendus dans le monde, avec plus de trois millions d'exemplaires.
Ce robot existe en trois versions en 2009 : le Robosapien (RS-V1), le Robosapien V2 (RS-V2) et le Robosapien Media (RS-Media).
Depuis 2005, quelques programmeurs développent des logiciels, permettant le contrôle par ordinateur des RoboSapiens V1 et V2 (ainsi que d'autres robots jouets WowWee, comme le RoboDog). Le logiciel RoboDance (actuellement en Version 5.0) est l'un des plus connus des utilisateurs de RoboSapiens.

## Liste des équipements
Liste des équipements présents sur le Robosapien V2 :
- capteurs infrarouges, pour éviter des petits obstacles ;
- capteur de couleur, pour détecter la balle de bowling, accessoire fourni avec le Robosapien ;
- capteurs sonores, pour détecter les sons ;
- capteurs de poignée, pour vérifier qu'un objet a bien été attrapé ;
- des pieds, des mains, des épaules et des bras contrôlables individuellement.

## La programmation du Robosapien
Le Robosapien est équipé d'un programme relativement simple, d'où un prix peu élevé par rapport à ses concurrents plus évolués (le contrôle s'effectue à partir d'une télécommande infrarouge).

RoboSapiens est contrôlé par infrarouge depuis un PC : 

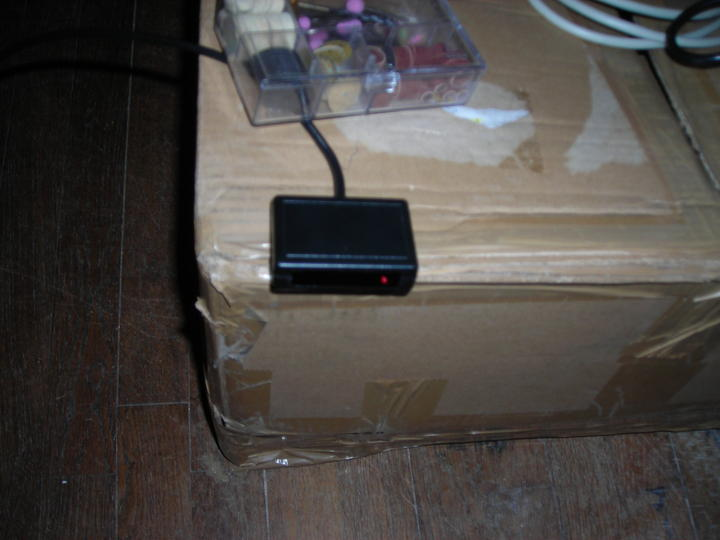
Module Infrarouge universel pour PC.

Le logiciel RoboDance, fonctionnant sous le système d'exploitation Windows, offre des options non prévues par le fabricant Wow Wee, comme le contrôle par la voix des robots et la modification des dialogues d'origine du RoboSapien V2. Ainsi que d'autres options, comme l'utilisation de Skype pour le contrôle des RoboSapiens, à partir du réseau Internet.
Il est aussi possible de faire une capture des codes infrarouge (IR) en provenance des télécommandes de tous les robots Wow Wee, en utilisant le logiciel USB-UIRT Learn Helper Utility. Celui-ci permet la capture des codes IR, puis les décode au format PRONTO, pour pouvoir les rejouer depuis le logiciel (votre PC devient une télécommande). Avec le même logiciel, vous pouvez aussi remplacer la télécommande de votre TV, magnétoscope, lecteur DVD, chaîne hi-fi, etc.

## Les différentes versions

### Le Robosapien V2
Le Robosapien V2 est la nouvelle génération des robots de Mark Tilden. Il est deux fois plus grand que la version originale du Robosapien. À la différence de ce dernier, il parle. Il possède des capteurs infrarouges, de couleurs et de contact. Pour le mouvement, V2 possède différents moteurs pour s'articuler originalement.

### Les versions particulières
Le robosapien existe dans des versions particulières : Robosapien V2 media (RS Media), Femisapien, Tri-bot, etc. 

En janvier 2007, deux Robosapiens sont sortis, aux couleurs et aux vêtements de Spider-Man et d'Homer J. Simpson. Les deux possèdent des sons différents.

## Modifications et «hacks»
Mark Tilden a créé le Robosapien pour qu'il soit facilement modifiable. Le circuit imprimé interne est facilement accessible, ce qui permet aux utilisateurs d'ajouter des LED, des lampes, des lasers ou des moteurs.
Au niveau des modifications ne touchant pas directement l'électronique des robots, certains utilisateurs rajoutent des caméras sans fil, des récepteurs de radio (FM, AM), des lecteurs MP3, des talkie-walkies très compact ou bien encore, des détecteurs de réseaux WLAN à leurs RoboSapiens V1 et V2.
Exemples de modifications et de nouveaux usages :
- Caméra sans fil 2,4 GHz (bande ISM) : Robosapien devient un robot de surveillance audio-vidéo ;
- Récepteur radio FM 88-108 MHz : Robosapien diffuse les stations de radios FM ;
- Lecteur MP3 : Robosapien diffuse des fichiers MP3 ;
- Talkie-Walkie PMR 446 MHz FM (UHF, bande ISM) : Robosapien peut recevoir et émettre des transmissions en phonie ou bien des données (en lui rajoutant un PDA équipé d'un logiciel radioamateur) ;
- Détecteur de réseaux WLAN : Robosapien devient un renifleur de liaisons Wifi et Bluetooth.

### Football
Six Robosapiens se sont affrontés en 2005 en Allemagne pour un « championnat » de football. Les robots avaient tous été modifiés : ce n'était pas la version originale qui avait été utilisée.